# Bożena Mirosława Dołęgowska-Wysocka
Bożena Mirosława Dołęgowska-Wysocka (ur. 9 lipca 1955) – polska wolnomularka i dziennikarka, doktor nauk politycznych, redaktorka naczelna i wydawczyni „Gazety Ubezpieczeniowej” i „Wolnomularza Polskiego”.
Pochodzi z Kudowy-Zdroju. Uczęszczała do Liceum Sztuk Plastycznych w Kielcach (1970–1975). Następnie ukończyła studia w zakresie nauk politycznych na Uniwersytecie Warszawskim, studiowała także dziennikarstwo.
Inicjowana do wolnomularstwa w 1993 w paryskiej żeńskiej loży La Rose des Vents podporządkowanej Grande Loge Feminine de France, następnie członkini warszawskiej loży żeńskiej Prometea, jedna z dwóch pierwszych kobiet w polskim wolnomularstwie żeńskim podniesionych do stopnia Mistrza masońskiego, sekretarz Rady Naukowo-Programowej „Wolnomularza Polskiego”. Od listopada 2010 do października 2013 czcigodna mistrzyni loży Prometea. Jest członkiem Komisji Rewizyjnej utworzonego w 2012 w Warszawie Instytutu „Sztuka Królewska w Polsce”, którego celem jest inspirowanie, prowadzenie oraz koordynacja badań naukowych na temat przeszłości oraz teraźniejszości wolnomularstwa polskiego i światowego, przchowywanie oraz udostępnianie materialnych i niematerialnych świadectw dotyczących masonerii, wymiana informacji oraz wszechstronna popularyzacja wiedzy na temat wolnomularstwa i pokrewnych mu zjawisk.
Autorka publikacji Plamy na lilijce. Spory światopoglądowe w harcerstwie w latach 1911–1939 (Kraków 1988), Poboyowisko (Warszawa 1992), Od wolnomularstwa operatywnego do spekulatywnego (Warszawa 1996).
Odznaczona m.in.: Mérite Philantropique. Córka Zenony Dołęgowskiej. Żona Adama Witolda Wysockiego.